# Melasina
Melasina är ett släkte av fjärilar. Melasina ingår i familjen säckspinnare.

## Dottertaxa tillMelasina, i alfabetisk ordning[1]
- Melasina abacodes
- Melasina accurata
- Melasina acmastis
- Melasina aequalis
- Melasina alluaudiella
- Melasina amica
- Melasina anarmosta
- Melasina anasactis
- Melasina animosa
- Melasina astracitis
- Melasina aulodoma
- Melasina autadelpha
- Melasina autochthonia
- Melasina autopetra
- Melasina bettoni
- Melasina bostrychota
- Melasina brachiata
- Melasina byrseis
- Melasina campestris
- Melasina capyrota
- Melasina certatrix
- Melasina chlorotricha
- Melasina ciliarella
- Melasina ciliaris
- Melasina ciliarivicinella
- Melasina circophora
- Melasina cirrhocephala
- Melasina cnaphalodes
- Melasina coagulata
- Melasina colonica
- Melasina corniculata
- Melasina craterodes
- Melasina cremata
- Melasina cylindraula
- Melasina decaryella
- Melasina deposita
- Melasina devincta
- Melasina diallactis
- Melasina dissoluta
- Melasina effervescens
- Melasina energa
- Melasina epiclera
- Melasina erethopa
- Melasina evagata
- Melasina expedita
- Melasina expressa
- Melasina exsecrata
- Melasina fibriculatella
- Melasina folligera
- Melasina frenigera
- Melasina granularis
- Melasina gregaria
- Melasina gypsopetra
- Melasina halieutis
- Melasina hemithalama
- Melasina hippias
- Melasina holodryas
- Melasina holoxyla
- Melasina homopercna
- Melasina hortatrix
- Melasina hyacinthias
- Melasina ichnophora
- Melasina immanis
- Melasina imminuta
- Melasina imparata
- Melasina imperfecta
- Melasina inarticulata
- Melasina incauta
- Melasina indigena
- Melasina infensa
- Melasina inimica
- Melasina interscissa
- Melasina inveterata
- Melasina isonephela
- Melasina isopeda
- Melasina isopoca
- Melasina isospila
- Melasina jactata
- Melasina korbi
- Melasina kuldjaensis
- Melasina lanyphaea
- Melasina lativagans
- Melasina lavata
- Melasina leucosceptra
- Melasina lignosa
- Melasina linicoma
- Melasina linodyta
- Melasina liochra
- Melasina lugubris
- Melasina lugubrosella
- Melasina marmarodes
- Melasina melana
- Melasina melanosella
- Melasina melantella
- Melasina melas
- Melasina melicrana
- Melasina meliochra
- Melasina meliphaea
- Melasina metherca
- Melasina morbida
- Melasina multiplex
- Melasina murifica
- Melasina mylica
- Melasina nectaritis
- Melasina nigra
- Melasina nigrescens
- Melasina niphocosma
- Melasina nomadopis
- Melasina nota
- Melasina obtrectans
- Melasina ochrocoma
- Melasina ochthopsamma
- Melasina olenitis
- Melasina onthostola
- Melasina paraclasta
- Melasina paraphrictis
- Melasina paricropa
- Melasina paulusella
- Melasina pelodoxa
- Melasina pelostrota
- Melasina pericrossa
- Melasina petrodes
- Melasina phaeocasis
- Melasina phaeogenes
- Melasina phryganilugubrella
- Melasina picea
- Melasina polycapnias
- Melasina practicopa
- Melasina praecepta
- Melasina psephota
- Melasina ptochodora
- Melasina ptyalistis
- Melasina punctatella
- Melasina ramifera
- Melasina recondita
- Melasina rhythmopis
- Melasina salicoma
- Melasina sauropa
- Melasina scrutaria
- Melasina semilugubrella
- Melasina semota
- Melasina seyrigiella
- Melasina siticulosa
- Melasina spanioctenis
- Melasina spumosa
- Melasina stabularia
- Melasina stelitis
- Melasina stibarodes
- Melasina stratifica
- Melasina stupens
- Melasina subacta
- Melasina susurrans
- Melasina systolaea
- Melasina tabernalis
- Melasina talaria
- Melasina tanyphaea
- Melasina tetraspila
- Melasina trepidans
- Melasina trichodyta
- Melasina triscia
- Melasina tylota
- Melasina tyrophanes
- Melasina vadonella
- Melasina varicosa
- Melasina vorticosa
- Melasina xanthocrana
- Melasina zalomorpha